# Raron
Raron (Rarogne en francès) és un municipi del cantó suís del Valais, cap del Semidistricte de Raron Occidental, a la confluència del Bietsch amb el Roine. Té dos nuclis, Raron i Sankt German així com els disseminats de Turtit i Rarnerchumma.

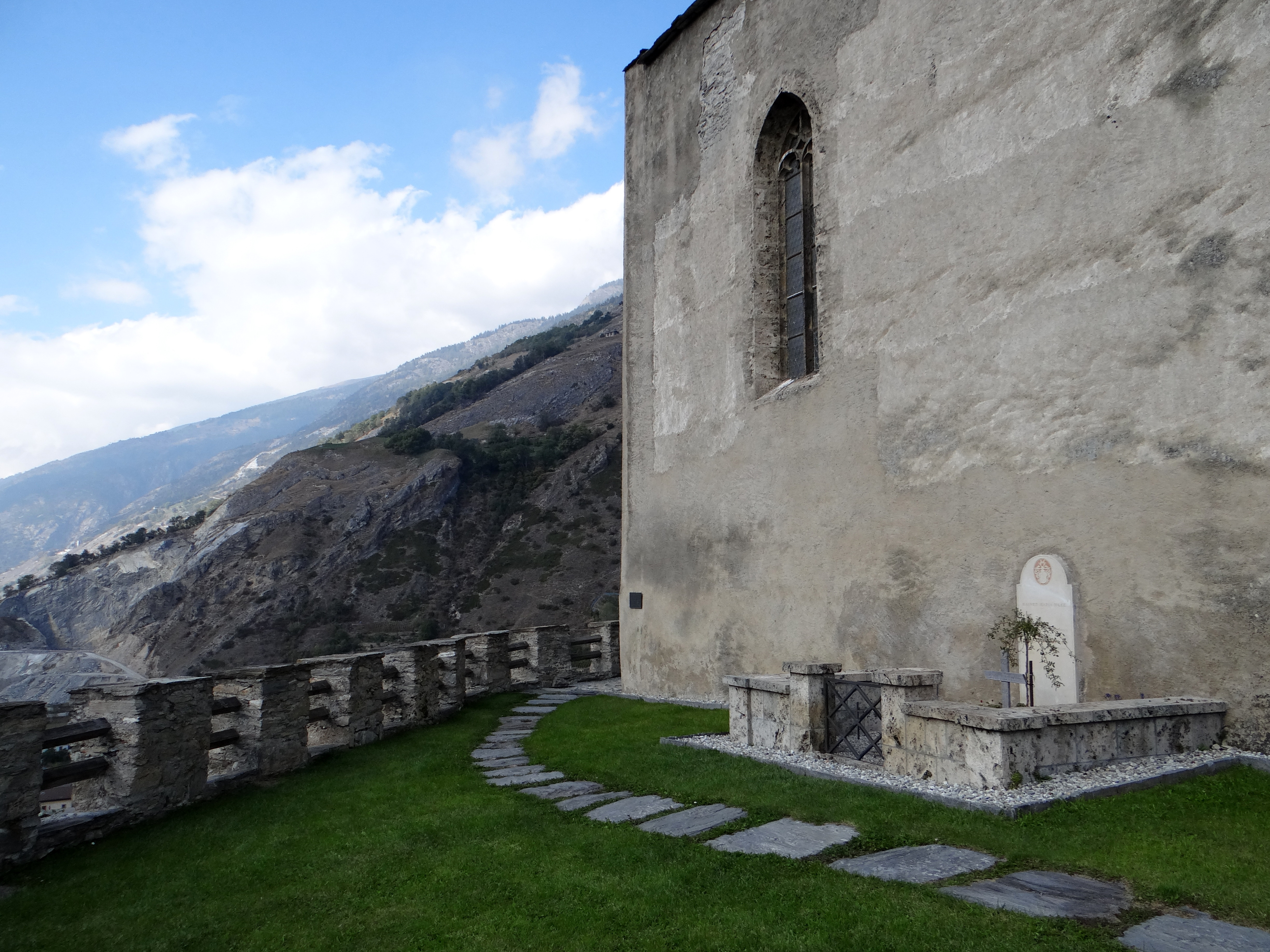
Sepulcre de Rainer Maria Rilke a la paret de l'església de Raron

El primer esment escrit Rarogni data del 1101. El poeta austríac Rainer Maria Rilke hi és enterrat al cementiri municipal. El poeta català Marià Manent (1898-1988) va dedicar un poema al seu sepulcre.